# Sigmoidella
Sigmoidella es un género de foraminífero bentónico de la subfamilia Polymorphininae, de la familia Polymorphinidae, de la superfamilia Polymorphinoidea, del suborden Lagenina y del orden Lagenida. Su especie tipo es Sigmoidella kagaensis. Su rango cronoestratigráfico abarca desde el Luteciense (Eoceno medio) hasta la Actualidad.

## Discusión
Clasificaciones previas incluían Sigmoidella en la superfamilia Nodosarioidea.

## Clasificación
Sigmoidella incluye a las siguientes especies:
- Sigmoidella bakomensis
- Sigmoidella bortonica
- Sigmoidella caucasica
- Sigmoidella charon
- Sigmoidella debilis
- Sigmoidella elegantissima
- Sigmoidella kagaensis
- Sigmoidella lisbonensis
- Sigmoidella margaretae
- Sigmoidella novozealandica
- Sigmoidella pacifica
- Sigmoidella paraelegantissima
- Sigmoidella plummerae
- Sigmoidella pulcherrima
- Sigmoidella seguenzana
- Sigmoidella silvestrii
- Sigmoidella subtaiwanensis
- Sigmoidella taiwanensis
- Sigmoidella truncata

Otra especie considerada en Sigmoidella es:
- Sigmoidella prolata, de posición genérica incierta

En Sigmoidella se ha considerado el siguiente subgénero:
- Sigmoidella (Sigmoidina), también considerado como género Sigmoidina y aceptado como Sigmoidella